# Lady Andrade
Lady Patricia Andrade Rodríguez (Bogotá, 10 de enero de 1992) es una futbolista colombiana, juega como delantera y su equipo actual es el Cruzeiro, club del Brasileirão Femenino; también es internacional con la Selección de Colombia.
Inició desde muy niña a jugar fútbol y a los doce años practicó el fútbol de salón, conocido como microfútbol en su país. Es una de las varias jugadoras que ha logrado pasar por las tres categorías de la selección nacional. Participó de la Copa Mundial Femenina de Fútbol Sub-20 de 2010 donde anotó un gol en el primer partido de la serie de grupos en el empate a uno con Francia. Andrade fue parte del grupo de nominadas al Balón de Oro, terminando quinta en la votación final.
Andrade también ha sido parte de la selección nacional en la Copa Mundial Femenina de Fútbol de 2011, la Copa Mundial Femenina de Fútbol de 2015  y el Torneo Olímpico de Londres 2012.

## Trayectoria

### Inter de Bogotá
Comenzó como amateur a la edad de diez años y hasta los dieciséis en este club donde le fue muy bien, al punto de abrirse campo en la Selección Bogotá de Microfútbol, fortaleciendo sus distinguidas fintas pisando el balón, por lo cual la afición se refería a ella en ocasiones como La Princesa del Balón. 

### Club Deportivo Formas Íntimas

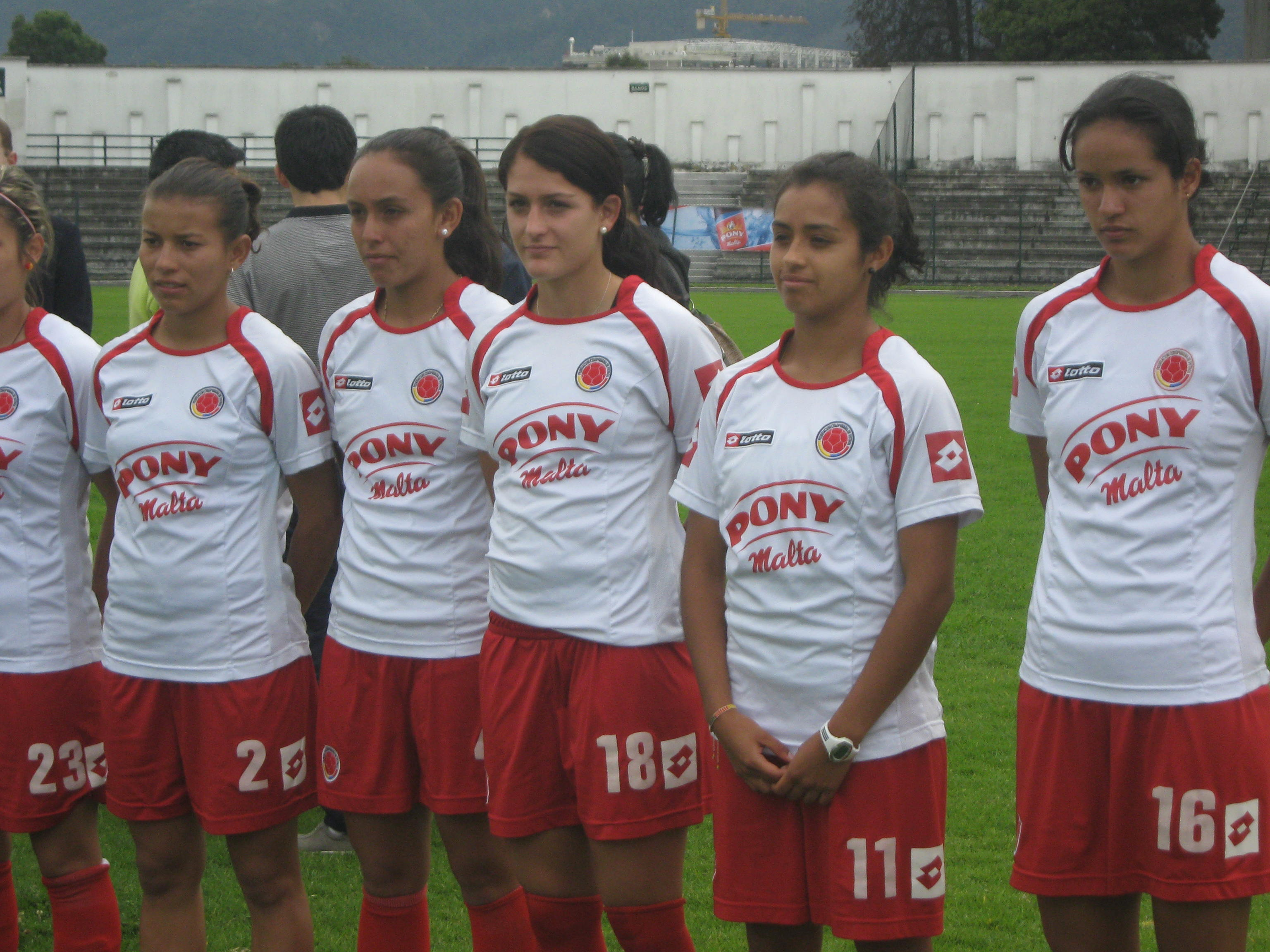
Lady Andrade primera de derecha a izquierda

Compitió para el club de Antioquia en la tercera edición de la Copa Libertadores de América Femenina realizada consecutivamente en Brasil en el año 2011, convirtiendo un total de dos goles: el primero para el equipo en esa edición en la victoria 2-3 ante Boca Juniors, el segundo en la derrota 2-3 ante Liga de Quito. En el 2012 compitió nuevamente con el club en la primera edición de la Copa Prelibertadores Femenina Colombia 2012 organizada por la Federación Colombiana de Fútbol, que la clasificó a la IV edición de la Copa Libertadores Femenina 2012 organizada por la Conmebol nuevamente en Brasil, marcando su único gol en esta competición en la derrota ante el Deportivo Quito el día 15 de noviembre de 2012.

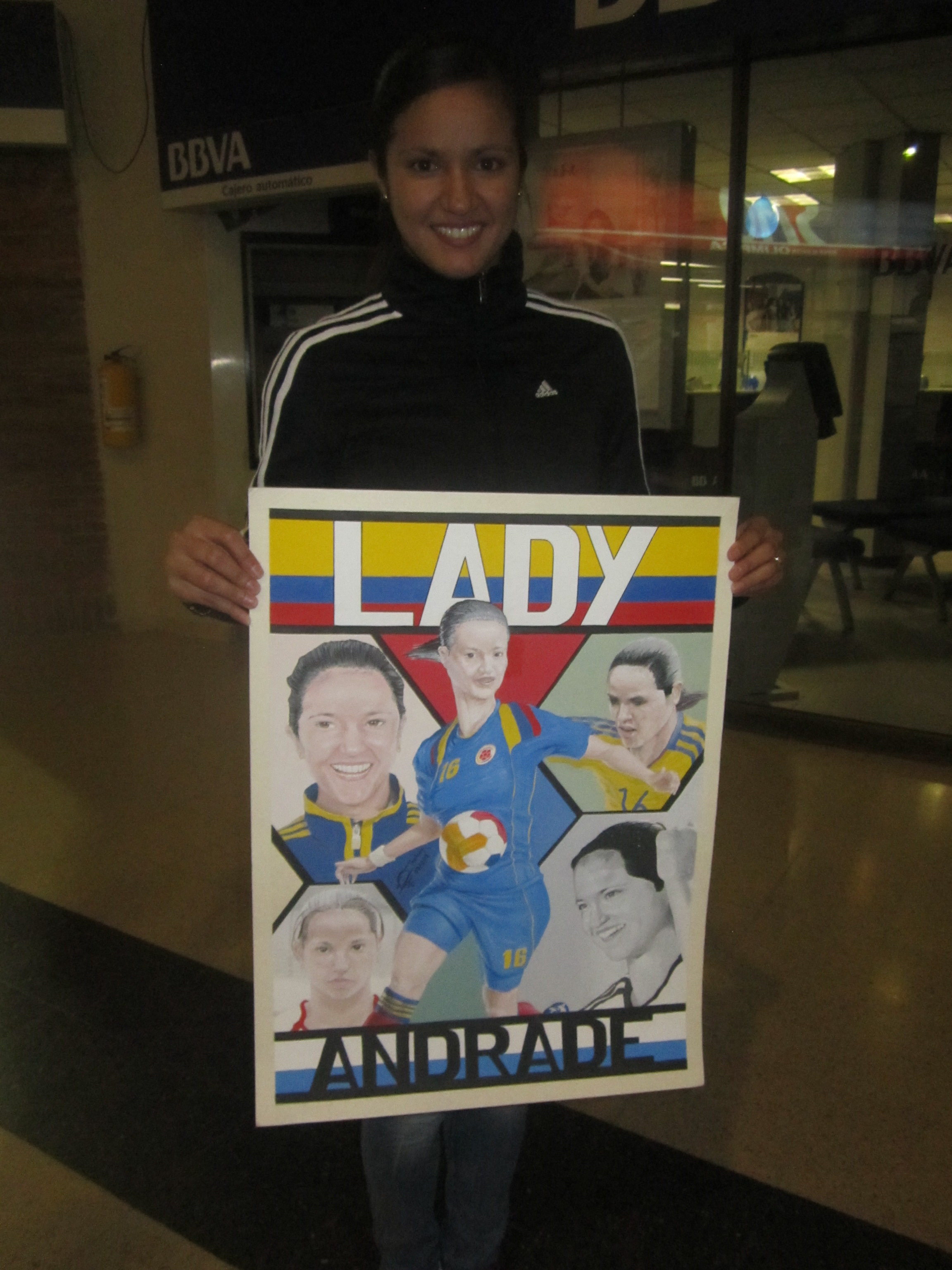
En la fotografía se ve a la futbolista bogotana sosteniendo un retrato de sí misma obsequiado por el cariño de sus seguidores.

El primer día del mes de agosto de 2015 anotaría su primer gol en el fútbol profesional con el Western New York Flash a los 35 minutos en la victoria contra el Sky Blue F.C 1-2 en condición de visitante.

### Santa Fe
El 10 de febrero de 2017 fue confirmada como jugadora del Independiente Santa Fe en la Liga ,Profesional de Colombia. Con el Equipo Cardenal jugó 14 partidos y convirtió 1 gol. Además de eso,  ganó la Liga de aquel año.

### Atlético Nacional
Con este equipo jugó 12 partidos y convirtió 7 goles.

### AC Milan Femenino
El pasado 11 de diciembre de 2019 anotó su primer gol con el club rojinegro en el partido contra el Inter de Milán de la copa italiana, fue el tercero de un partido que terminó 1-4 a favor de AC Milán y lo marcó a los 14 minutos tras rematar de pierna izquierda luego de capturar un rebote. Luego de una temporada en el equipo fue cedida a diferentes equipos: Deportivo Abanca (2020-2021), Atlético Nacional (2021) y Tauro FC (2021).

### Real Brasilia
El 11 de enero del 2023 fue confirmada como jugadora del Real Brasilia.

## Equipos
| Club                       | País           | Año           |
| -------------------------- | -------------- | ------------- |
| Formas Íntimas             | Colombia       | 2011-2012     |
| Sporting Huelva            | España         | 2013          |
| PK-35                      | Finlandia      | 2013          |
| Western New York Flash     | Estados Unidos | 2015-2016     |
| 1207 Antalya Spor          | Turquía        | 2016          |
| Santa Fe                   | Colombia       | 2017          |
| Atlético Nacional          | Colombia       | 2018          |
| AC Milan                   | Italia         | 2019-2020     |
| Deportivo Abanca (Cedida)  | España         | 2020-2021     |
| Atlético Nacional (Cedida) | Colombia       | 2021          |
| Tauro FC (Cedida)          | Panamá         | 2021          |
| Deportivo Cali             | Colombia       | 2022          |
| Real Brasilia              | Brasil         | 2023-2024     |
| PAOK                       | Grecia         | 2024          |
| Cruzeiro                   | Brasil         | 2025-presente |

## Selección femenina de fútbol de Colombia

### Categoría Sub-17
Es una de las jugadoras que disputaron el primer Campeonato Sudamericano Femenino Sub-17 de 2008 realizado en Chile y, aunque no tuvo mucha participación, también se llevó la medalla de oro en este evento que le dio el título a su selección nacional bajo la dirección del entrenador bogotano Pedro Ignacio Rodríguez.

### Categoría Sub-20

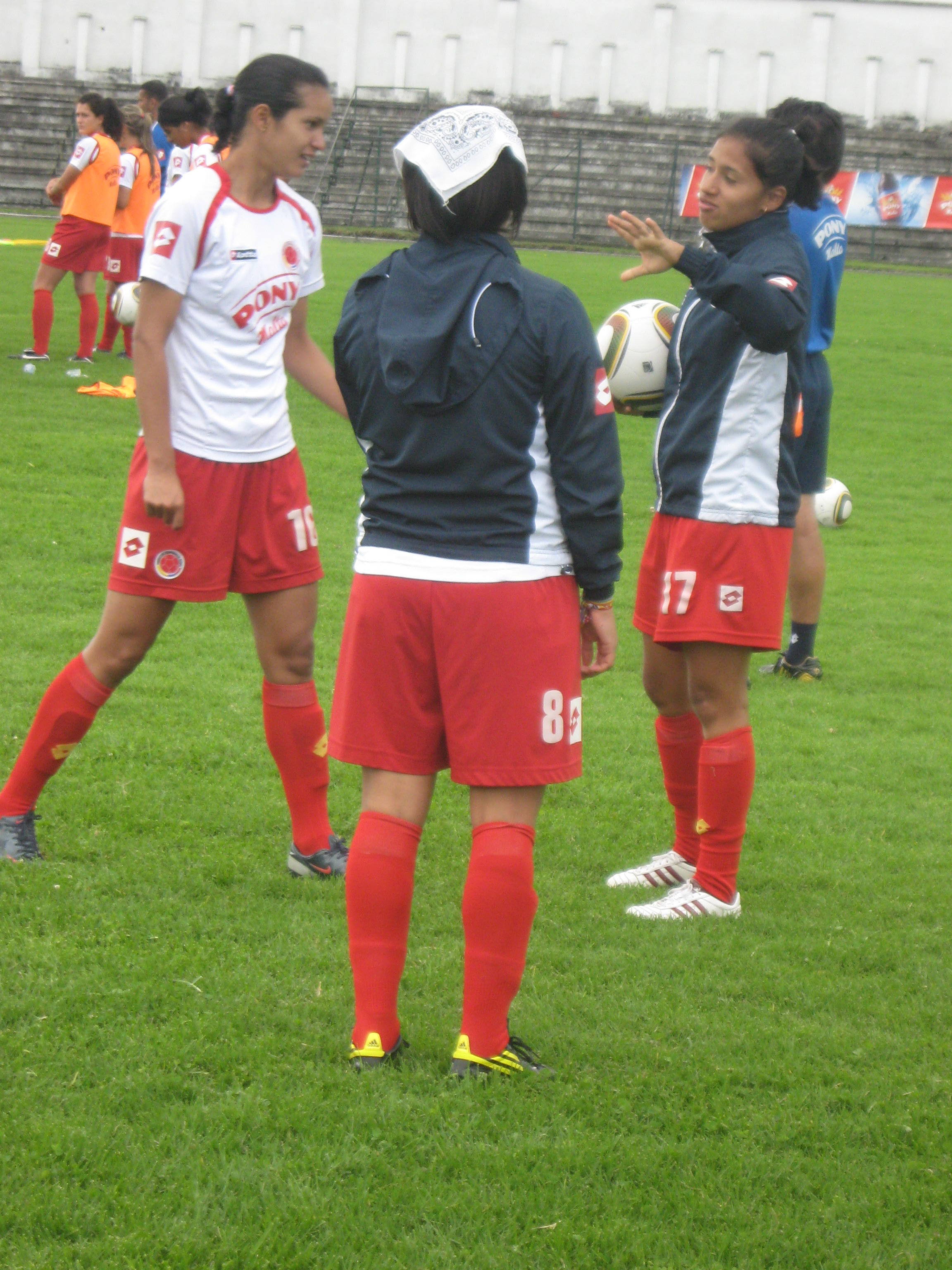
Lady Andrade (izquierda), Paola Sánchez (espalda) y Carolina Arias (derecha) en junio de 2010, mientras calientan en uno de los entrenamientos antes del Mundial de 2011.

Compitió con la selección dirigida por el bogotano Ricardo Rozo en el Campeonato Sudamericano Femenino Sub-20 de 2010 donde anotó tres goles, siendo el último el segundo gol en la semifinal contra la Selección femenina de fútbol de Paraguay que le dio la clasificación al mundial a su selección, el primero lo consiguió Paola Sánchez.
Jugó siempre como titular en su selección durante 436 minutos en la Copa Mundial Femenina de Fútbol Sub-20 de 2010, terminando completos sus primeros cuatro partidos contra la Selección femenina de fútbol de Francia a la cual le anotó el gol del empate culminando como la más destacada de ese partido, Selección femenina de fútbol de Alemania, Selección femenina de fútbol de Costa Rica y Selección femenina de fútbol de Suecia ante la cual fue sustituida sobre el final del partido por amonestación y acumulación de tarjetas amarillas, lo cual le impidió enfrentar en semifinal a la Selección femenina de fútbol de Nigeria y jugó únicamente setenta y seis minutos del partido en el que la Selección femenina de fútbol de Colombia terminó cuarta en la competición haciendo su mejor participación internacional hasta ahora.

### Categoría Mayores
En enero de 2010 integró la Selección femenina de fútbol de Colombia que continuó a cargo de Pedro Ignacio Rodríguez hasta ese entonces, obteniendo la medalla de bronce en la Copa Bicentenario Femenina de Chile.

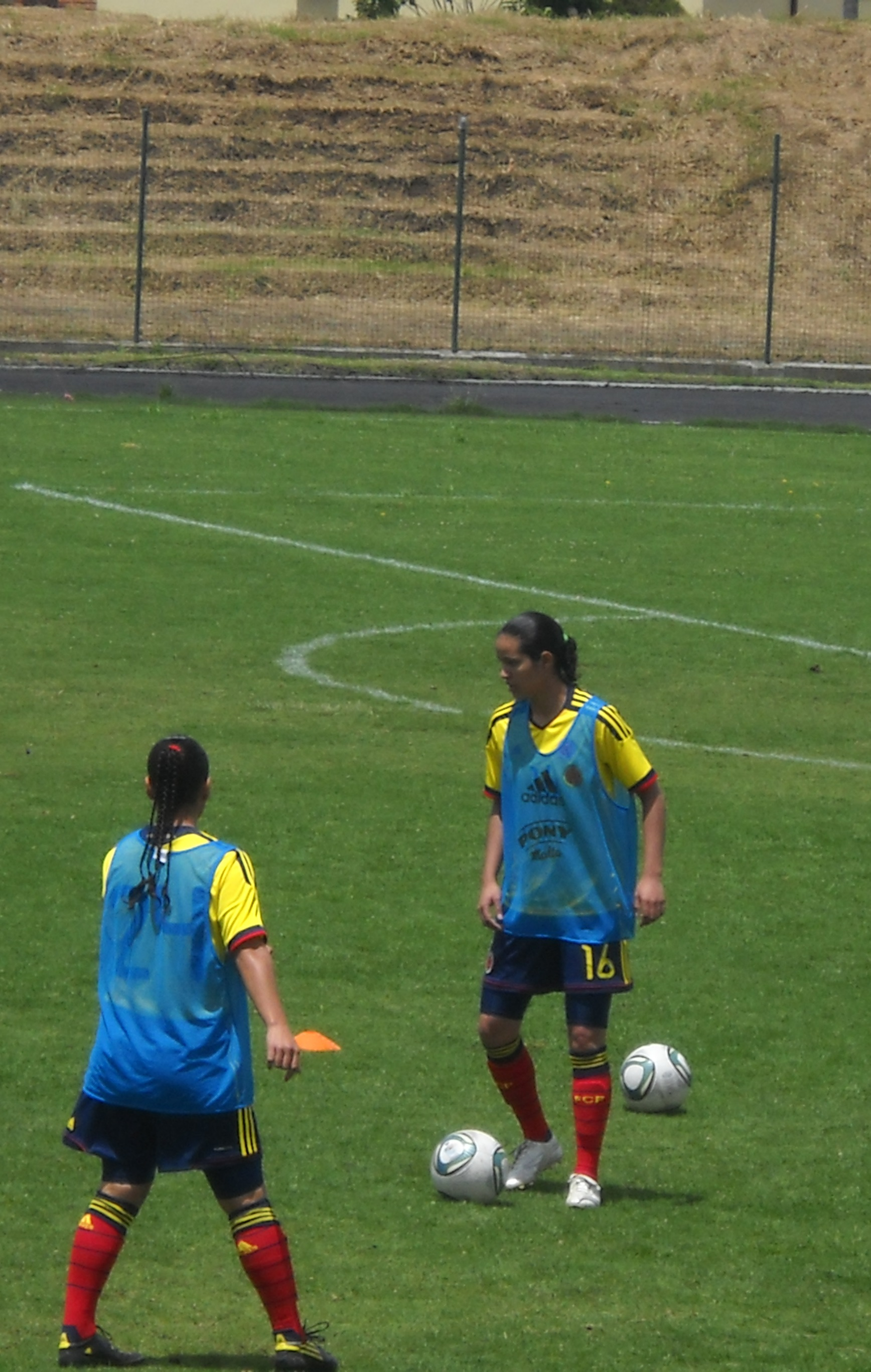
En la foto se observa a Lady Andrade calentando con el balón en el primer partido amistoso contra México el 22 de abril de 2011.

Regresó al equipo mayor sin participar del segundo puesto en el Campeonato Sudamericano Femenino de 2010 más conocido como Copa América Femenina, que obtuvo la Selección femenina de fútbol de Colombia a finales del 2010, concentrándose en el cuarto ciclo de entrenamiento programado por el nuevo entrenador Ricardo Rozo previo al mundial y sin competir en los dos partidos amistosos contra la Selección femenina de fútbol de México en el municipio de Chía al norte de la capital colombiana los días 22 y 24 de abril terminando ambos favorables a las Aztecas con marcadores de 2-3 y 2-4 respectivamente.
Así llegó a disputar la VI Copa Mundial Femenina de Fútbol realizada en Alemania, el Torneo femenino de fútbol en los Juegos Panamericanos de 2011 realizados en Guadalajara, donde anotó un gol a la Selección femenina de fútbol de Trinidad y Tobago y finalmente el V Torneo femenino de fútbol en los Juegos Olímpicos de Londres 2012 en el cual resaltó como jugadora revelación y por golpear el rostro de la norteamericana Abby Wambach.
En marzo de 2014 forma parte de la Selección femenina de fútbol de Colombia que compitió en el Torneo femenino de fútbol en los Juegos Suramericanos de 2014, lastimosamente el equipo no clasificó a la fase final. Perdió con Venezuela y Brasil, y su única victoria la logró ante Uruguay.
Desde el 23 de julio de 2014 concentró con el equipo convocado por Fabián Taborda  para competir en el VII Campeonato Sudamericano Femenino de 2014 a desarrollarse en Ecuador en el mes de septiembre. 
El día 13 de septiembre de 2014 debuta en la VII edición de la Copa América Femenina anotando a los siete minutos el primero de cuatro goles marcados por el equipo ante Uruguay.
Fue convocada para competir en los Juegos Centroamericanos y del Caribe en Veracruz 2014.

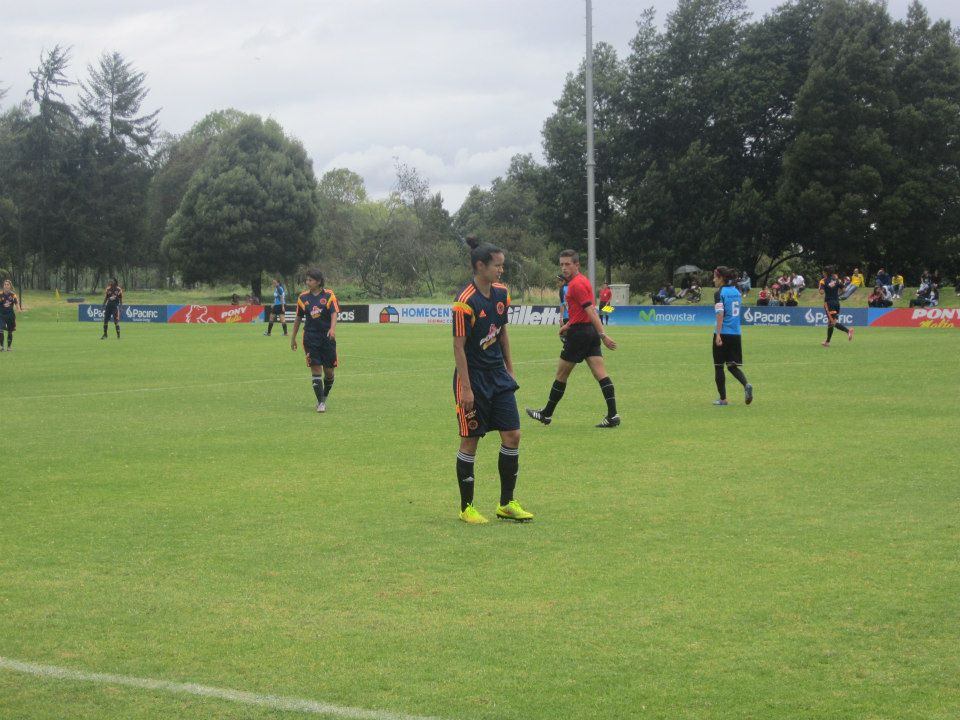
La delantera colombiana Lady Andrade durante un partido de preparación el día 18 de agosto de 2014 en la sede deportiva de la Federación Colombiana de Fútbol

El día 17 de marzo de 2015 la Selección femenina de fútbol de Colombia inició el cierre de su segundo microciclo de preparación para la Copa Mundial femenina de la FIFA Canadá 2015 en la ciudad de Cúcuta,  con un partido amistoso ante la Selección venezolana en el estadio General Santander. Sobre los 82 minutos de juego Lady marcó el segundo de tres goles; los restantes fueron marcados por su compañera Yoreli Rincón y el último por la delantera antioqueña Yisela Cuesta.
Anotaría su primer gol en un mundial de mayores en la Copa Mundial Femenina de Fútbol de 2015 en el segundo partido de la fase de grupos contra Francia a los 19 minutos, luego de recibir un centro por derecha hacia adentro de su compañera Yoreli Rincón.
Su segundo gol en un mundial y en la Copa Mundial Femenina de Fútbol de 2015 lo marcaría el día 17 de junio de 2015 en el tercer partido de la fase de grupos a la selección de Inglaterra al minuto 94 para dejar un marcador desfavorable a su selección de 2 a 1.

#### Goles internacionales
| N.º | Fecha                    | Sede                                           | Rival                        | Marcador | Resultado | Competición                   |
| --- | ------------------------ | ---------------------------------------------- | ---------------------------- | -------- | --------- | ----------------------------- |
| 1   | 18 de octubre de 2011    | Estadio Omnilife, Guadalajara, México          | Bandera de Trinidad y Tobago | 1–0      | 1–0       | Juegos Panamericanos de 2011  |
| 2   | 13 de septiembre de 2014 | Estadio Bellavista, Ambato, Ecuador            | Bandera de Uruguay           | 1–0      | 4–0       | Copa América Femenina         |
| 3   | 17 de marzo de 2015      | Estadio General Santander, Cúcuta, Colombia    | Bandera de Venezuela         | 2–0      | 3–0       | Amistoso internacional        |
| 4   | 23 de mayo de 2015       | Estadio de Moncton, Moncton, Canadá            | Bandera de Francia           | 1–0      | 2–0       | Copa Mundial Femenina de 2015 |
| 5   | 25 de mayo de 2016       | Ciudad Deportiva, Isla de Margarita, Venezuela | Bandera de Venezuela         | 2–0      | 2–0       | Amistoso internacional        |

## Fútbol Sala
Fue convocada por el Profesor Rulver Púlido a la Selección Colombia Femenina de Fútbol sala Fifa para competir en la Copa América de Uruguay 2015. Durante la primera fase en el grupo A el día 15 de diciembre Colombia derrotó a Perú 12-2 con 3 goles de Oriánica Velásquez, 3 goles de Ángela Corina Clavijo, uno de Catalina Usme, uno de Miriam Elizabeth Alonso Méndez «Juanita Alonso», uno de Naila Tatiana Imbachí y uno de Andrea Fernanda Martínez, Perú marcó en dos ocasiones en su propio arco. En el último partido de la fase de grupos, Colombia derrotó a la selección de Uruguay el día 17 de diciembre con marcador de 0-6, 2 goles fueron anotados por Diana Vélez Ladeuth, uno por Catalina Usme, uno por Naila Tatiana Imbachí, uno por Lorena Bedoya Durango y el restante por Ángela Corina Clavijo. Lady Andrade anotó un gol en la fase interzonal de la copa ante la selección de Paraguay el día 18 de diciembre, quedando este partido con marcador favorable de 4-2, los goles restantes fueron anotados por sus compañeras Oriánica Velásquez, Catalina Usme y Naila Tatiana Imbachí. La semifinal de la copa se disputó el día 19 de diciembre, este día Colombia venció a Chile 4-2 con goles de Diana Vélez Ladeuth, 2 goles de Oriánica Velásquez y uno de Ángela Corina Clavijo.
Con sus compañeras de equipo logró el campeonato el día 20 de diciembre de 2015 al derrotar a la selección anfitriona con marcador de 2 - 4 a favor, este día los goles fueron obra de Oriánica Velásquez, Catalina Usme, Ángela Corina Clavijo y Lorena Bedoya Durango. Finalmente Lady Andrade fue elegida como la mejor jugadora del torneo.

## Palmarés

### Torneos nacionales
| Título                       | Club                   | País     | Año      |
| ---------------------------- | ---------------------- | -------- | -------- |
| Copa Prelibertadores         | C. D. Formas Íntimas   | Colombia | 2012     |
| Liga Profesional de Colombia | Independiente Santa Fe | Colombia | 2017     |
| Liga Femenina de Panamá      | Tauro FC               | Panamá   | (C) 2021 |

### Torneos internacionales
| Título                         | Club                            | País     | Año  |
| ------------------------------ | ------------------------------- | -------- | ---- |
| Sudamericano de Futsal         | Selección de Futsal de Colombia | Colombia | 2015 |
| Campeonato Sudamericano Sub-17 | Selección Colombia              | Colombia | 2018 |
| Juegos Panamericanos           | Selección femenina de Colombia  | Perú     | 2019 |

### Distinciones individuales
| Distinción                                              | Año  |
| ------------------------------------------------------- | ---- |
| Fue la figura del partido vs Francia en la Copa Mundial | 2015 |
| Fue la mejor jugadora de la Copa América de Fútbol Sala | 2015 |

Otras distinciones
- Subcampeona del Campeonato Sudamericano Sub-20 de 2010.
- Subcampeona de la Copa América 2014.
- Plata en los XXII Juegos Centroamericanos y del Caribe.